# Schlosskirche Ahrensburg

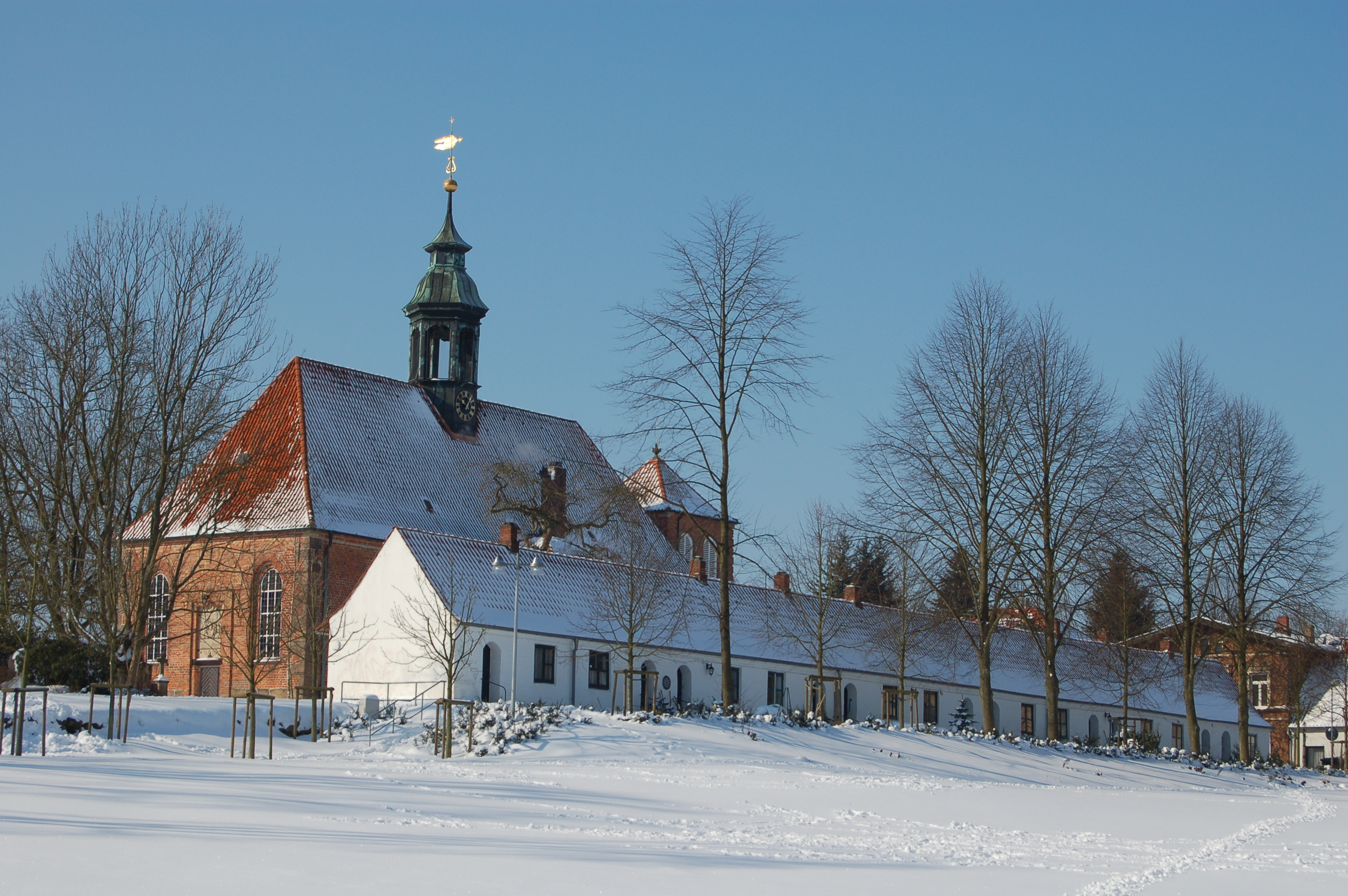
Schlosskirche mit Gottesbuden

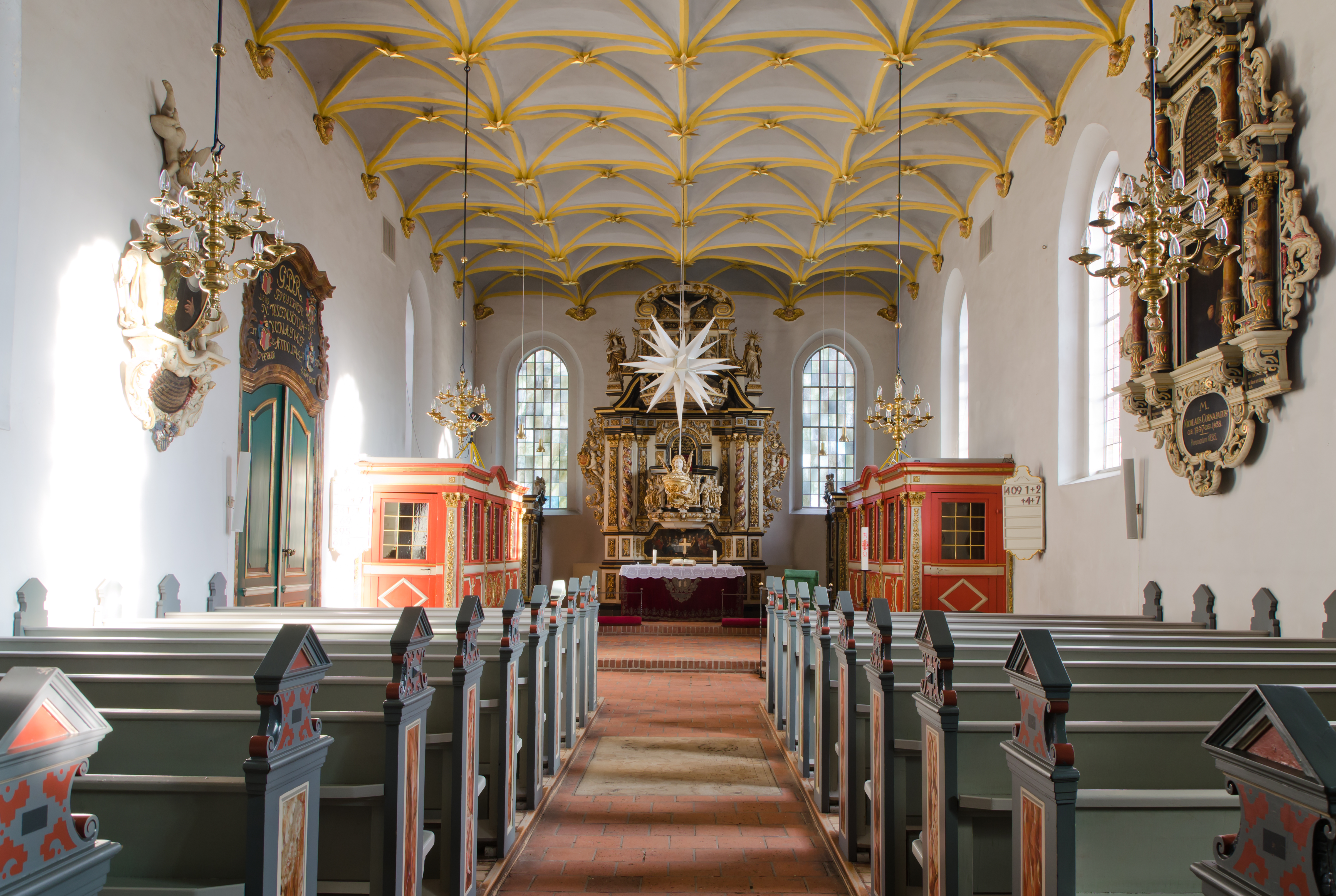
Blick zum Altar

Die Schlosskirche Ahrensburg ist eine evangelisch-lutherische Kirche in Ahrensburg im Kreis Stormarn in Schleswig-Holstein. Das denkmalgeschützte Gebäude im Stil der späten Backsteingotik befindet sich am Markt.

## Geschichte
Die Kirche wurde unter Peter Rantzau gleichzeitig mit dem Ahrensburger Schloss als Schlosskapelle und Begräbnisplatz der Schlosseigentümer errichtet. Zwei Inschriften am Ost- und Westportal geben die Jahre 1593 und 1594 als Bauzeit an. Der schlichte, nachgotische Backsteinbau besteht aus einem länglich rechteckigen Saalraum. Zwischen die von unten unsichtbaren Deckenbalken wurde eine Kassettendecke aus kleinen kreuzgerippten Feldern gespannt. Peter Rantzau hatte seinem Bruder Daniel Rantzau, dem er die Güter in Ahrensburg verdankte, in der Westenseer Catharinenkirche ein prachtvolles Renaissancestil mit freistehendem Kenotaph errichten lassen. Für sich selbst ließ er ein Grabmal im Zentrum seiner Schlosskirche erbauen. Neben der Kirche befand sich ein freistehender Glockenturm.
Im Großen Nordischen Krieg zerstörten schwedische Soldaten 1713 die Kirchenausstattung. Um 1716 ließ daher Detlev Rantzau die Kirche mit einer reichen barocken Ausstattung versehen. Da die Gruft unter dem Altar inzwischen mit Särgen belegt war, ließ er an der Nordseite eine Begräbniskapelle anfügen, in der er 1746 in Ahrensburg beigesetzt wurde. Die Inschrift über der Tür, durch die die Kapelle von der Kirche aus zu betreten ist, enthält neben Jahreszahlen und Wappen seiner Familie und der seiner beiden Ehefrauen ein Kryptogramm, dessen Bedeutung nur dem 1728 zum Reichsgrafen erhobenen Detlev Rantzau bekannt war. Sein verzierter Sandstein steht in der Kapelle.
Da die Familie Rantzau das Gut wegen hoher Schulden nicht halten konnte, kaufte es 1759 Heinrich Carl von Schimmelmann. Unter ihm wurde das Äußere der Kirche umgestaltet: Das ursprüngliche Satteldach wurde durch ein Walmdach ersetzt und 1778 anstelle des separaten Glockenstapels der Glockenturm an der Westwand angebaut, in dem auch eine Glocke von 1591 hängt. Bis 1804 besaß dieser Glockenturm einen kupfergedeckten Helm.

## Ausstattung

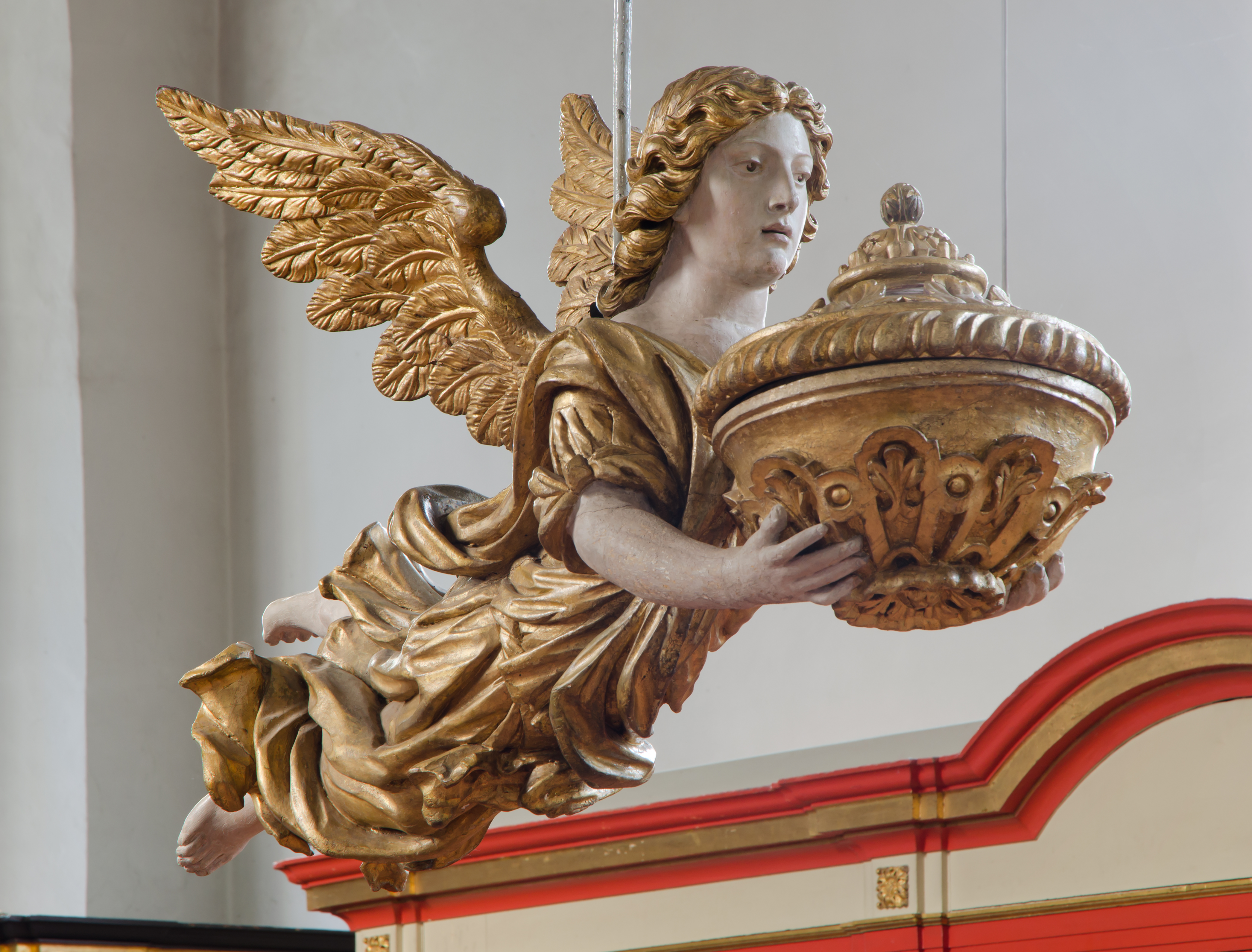
Taufengel

Aus der Erbauungszeit sind noch der eichene Altartisch und Teile der Bestuhlung erhalten. Die übrigen Ausstattung wurde bald nach 1713 angefertigt:
- Der Tischler Carl Döbel schuf einen mit vielen Schnitzfiguren verzierten Kanzelaltar. Er wurde 1716 fertiggestellt. In der Predella befindet sich ein Gemälde mit der Darstellung des letzten Abendmahls Jesu. Der Kanzelkorb darüber zeigt an seiner Brüstung den auferstandenen Jesus Christus gerahmt von den vier Evangelisten. Über dem Schalldeckel krönt eine Kreuzigungsdarstellung den Aufbau.
- Rechts und links vom Altar befinden sich Logen für den Pastor und die Gutsherren.
- Der Taufengel hängt vor dem Altar und wird für Taufen hinuntergelassen.

Mehrere Epitaphien in der Kirche und in der Grabkapelle erinnern an Pastoren der Gemeinde.

## Orgel

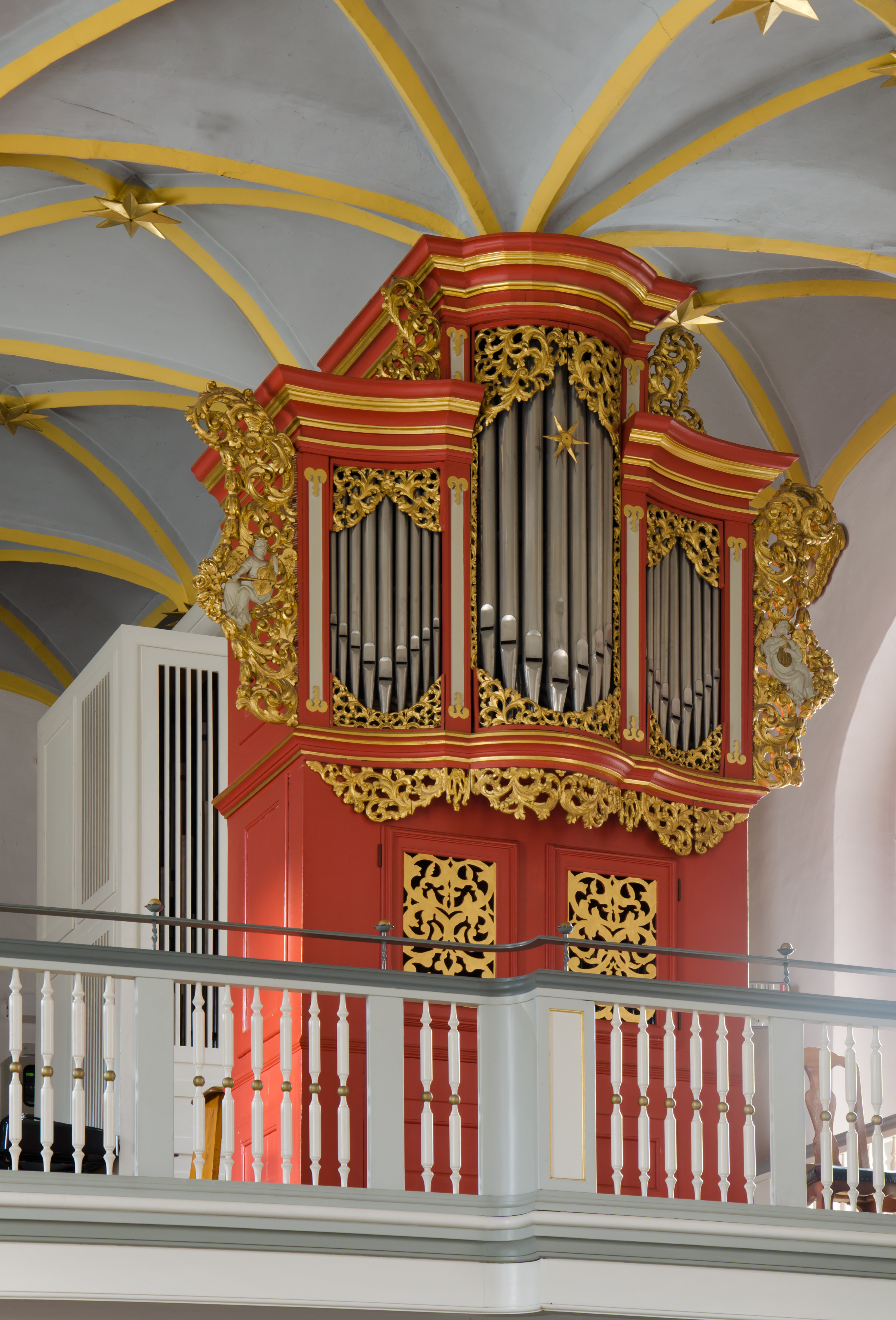
Orgel

Die kleine Orgel der Schlosskirche wurde 1640 von Friedrich Stellwagen erbaut, und 1969 von der dänischen Orgelbaufirma Marcussen restauriert. Das Schleifladen-Instrument hat 21 Register auf zwei Manualen und Pedal. Die Spiel- und Registertrakturen sind mechanisch.
| I Hauptwerk C–f3 |           |        |     |
| 1.               | Gedackt   | 8’     |     |
| 2.               | Prinzipal | 4‘     | (h) |
| 3.               | Rohrflöte | 4’     | (h) |
| 4.               | Quinte    | 2 ⁄3’  | (h) |
| 5.               | Oktave    | 2’     | (h) |
| 6.               | Terz      | 1 3⁄5’ |     |
| 7.               | Mixtur IV |        |     |
| 8.               | Schalmey  | 8’     |     |

| II Brustwerk C–f3 |            |       |     |
| 9.                | Gedackt    | 8’    | (h) |
| 10.               | Holzflöte  | 4’    | (h) |
| 11.               | Waldflöte  | 2’    |     |
| 12.               | Quinte     | 1 ⁄3’ |     |
| 13.               | Scharff II |       |     |
| 14.               | Regal      | 8’    |     |
|                   | Tremulant  |       |     |

| Pedal C–f1 |            |     |
| 15.        | Subbass    | 16’ |
| 16.        | Gedackt    | 8’  |
| 17.        | Oktave     | 4’  |
| 18.        | Mixtur III |     |
| 19.        | Fagott     | 16’ |
| 20.        | Trompete   | 8’  |
| 21.        | Zink       | 2’  |

- Koppeln: II/I, I/P, II/P.
- Effektregister: Zimbelstern
- Anmerkung:

(h) = historisches Pfeifenmaterial

## Kirchengemeinde
Die Schlosskapelle diente nicht nur als Grablege der Gutsherren, sondern gleichzeitig als Ersatz einer älteren Pfarrkirche des Kirchspiels Woldenhorn.
Die Kirchengemeinde Ahrensburg, zu der auch die Ortsteile Bünningstedt und Siedlung Daheim der Gemeinde Ammersbek gehören, ist mit etwa 11.000 Gemeindegliedern eine der größten Kirchengemeinden der Evangelisch-lutherischen Kirche in Norddeutschland und hat vier Pfarrstellen. Als zweite Predigtstätte neben der Schlosskirche dient die von Otto Andersen entworfene, 1960 geweihte St.-Johanneskirche. Diese ebenfalls denkmalgeschützte Kirche wurde 2013 geschlossen, wurde aber nach Protesten aus der Gemeinde mit dem Ostergottesdienst 2014 wieder eingeweiht.

## Gottesbuden
Die Gottesbuden wurden von 1594 bis 1596 am Rand des Friedhofs gebaut. Es handelt sich hierbei um zwei niedrige Reihenhäuser mit Armenwohnungen. Dem Legat von Peter Rantzau entsprechend werden sie von der Kirchengemeinde gegen einen symbolischen Mietpreis vermietet.